# 広瀬京一郎
広瀬 京一郎（ひろせ きょういちろう、1921年 7月28日- 1980年1月12日）は、日本の倫理学者。
1944年東京帝国大学文学部倫理学科卒。聖心女子大学助教授/教授、お茶の水女子大学教授。父は北海道拓殖銀行頭取や札幌商工会議所会頭を務めた広瀬経一。

## 著書
- 『人生を考えるヒント』理想社 人生論ブックス 1963
- 『神は死んだか ヨーロッパ思索の旅』理想社 1968
- 『サルトルとマルセル』塙新書 1970
- 『生きるということ』勁草書房 1982
- 『西洋倫理思想史』学陽書房 女子学生講座 1972

共著
- 『マルセルの哲学 愛と知恵の哲学』竹下敬次共著 弘文堂 アテネ新書 1959

### 翻訳
- ガブリエル・マルセル『存在と所有』渡辺秀共訳　理想社 1957
- 『マルセル著作集 2 存在と所有』渡辺秀,三嶋唯義共訳 春秋社 1971
- ジャン・ドウ・クルブリヴ『劣等感の克服（心理学）』中央出版社 1959.
- S.ラダクリシュナン, P.T.ラジュ編著『世界の人間論 八大思想にみる人間の探求』勝部真長共編訳 学陽書房 1978

## 参考
- 『サルトルとマルセル』著者紹介
- 『人物物故大年表』